# 83982 Crantor
83982 Crantor (/ˈkræntɔːr/), tên tạm thời 2002 GO9 là một hành tinh vi hình trong cộng hưởng 1:1 với Sao Thiên Vương, có đường kính khoảng 60 km. Nó được các nhà thiên văn học của Theo dõi Tiểu hành tinh gần Trái Đất (NEAT) tại Đài thiên văn Palomar ở California, Hoa Kỳ phát hiện vào ngày 12 tháng 4 năm 2002. Hành tinh nhỏ này được đặt tên theo Crantor từ thần thoại Hy Lạp.

## Quỹ đạo và phân loại

Một biểu đồ chỉ ra quỹ đạo của Crantor và Sao Mộc.

Crantor quay quanh Mặt Trời ở khoảng cách 14,0-24,9   AU với chu kỳ 85 năm 10 tháng (31.342 ngày). Quỹ đạo của nó có bán trục chính là 19,5 AU, độ lệch tâm vừa phải là 0,28 và độ nghiêng 13 ° so với hoàng đạo.
Hành tinh nhỏ lần đầu tiên được quan sát thấy trong một tiền khám phá được Khảo sát Bầu trời Kỹ thuật số Sloan thực hiện vào ngày 19 tháng 3 năm 2001. Một đêm sau, cung quan sát của nó bắt đầu bằng một cuộc quan sát của Trạm Quang học Maui Không quân (AMOS) tại Đài thiên văn Haleakala trên đảo Hawaii, hơn một năm trước khi NEAT quan sát phát hiện chính thức.

### Đồng quỹ đạo với Sao Thiên Vương
Crantor lần đầu tiên được đề xuất là đồng quỹ đạo có thể của Sao Thiên Vương vào năm 2006. Hành tinh vi hình này đi theo một quỹ đạo móng ngựa, thoáng qua và phức tạp xung quanh Sao Thiên Vương. Các quỹ đạo hình móng ngựa cổ điển bao gồm các điểm Lagrange L3, L4 và L5, nhưng quỹ đạo hình móng ngựa của Crantor cũng đưa nó đến gần Sao Thiên Vương. Chuyển động của Crantor chủ yếu do ảnh hưởng của Mặt Trời và Sao Thiên Vương kiểm soát, nhưng Sao Thổ có tác dụng gây bất ổn đáng kể. Sự tiến động các nút của Crantor được tăng tốc bởi Sao Thổ, kiểm soát sự xoay vòng và sự ổn định ngắn hạn của nó.

## Tính chất vật lý
Nước đóng băng đã được phát hiện trên Crantor với độ tin cậy hơn 3 σ (99,7%).

### Chu kỳ tự quay
Đường cong ánh sáng tự quay phân mảnh của Crantor thu được từ các quan sát quang trắc tại Đài thiên văn Sierra Nevada ở Granada, Tây Ban Nha. Phân tích đường cong ánh sáng cho chu kỳ tự quay là 13,94 giờ với biên độ sáng của cấp sao 0,14 (U=1).

### Đường kính và suất phản chiếu
Theo các quan sát của Kính viễn vọng Không gian Herschel bằng các thiết bị PACS của nó, Crantor có đường kính 59±12 km và bề mặt của nó có suất phản chiếu 0,125. Collaborative Asteroid Lightcurve Link giả định suất phản chiếu là 0,10 và có đường kính 61,59 km dựa trên cấp sao tuyệt đối 9,17.

## Đặt tên
Hành tinh nhỏ này được đặt theo tên của Crantor, một Lapith từ thần thoại Hy Lạp. Ông ta đã bị giết trong trận chiến giữa Lapith và Nhân mã bởi Demoleon, người đã xé toạc ngực và vai trái của Crantor bằng một thân cây mà anh ta ném vào Theseus, người đã tránh ra khỏi đó (không nên nhầm lẫn nhân mã Demoleon với chiến binh Troja cũng có tên là Demoleon, xem 18493 Demoleon). Trích dẫn đặt tên chính thức được Trung tâm Tiểu hành tinh xuất bản vào ngày 15 tháng 12 năm 2005 (M.P.C. 55724).